# Hôpital de Châteaudun
L'ancien hôpital de Châteaudun est situé dans la ville de Châteaudun, sous-préfecture du département français d'Eure-et-Loir, en région Centre-Val de Loire.

## Histoire
Il fait l’objet d’un classement au titre des monuments historiques par arrêté du 28 décembre 1948 et d'une inscription par arrêté du 28 janvier 1949.

## Architecture

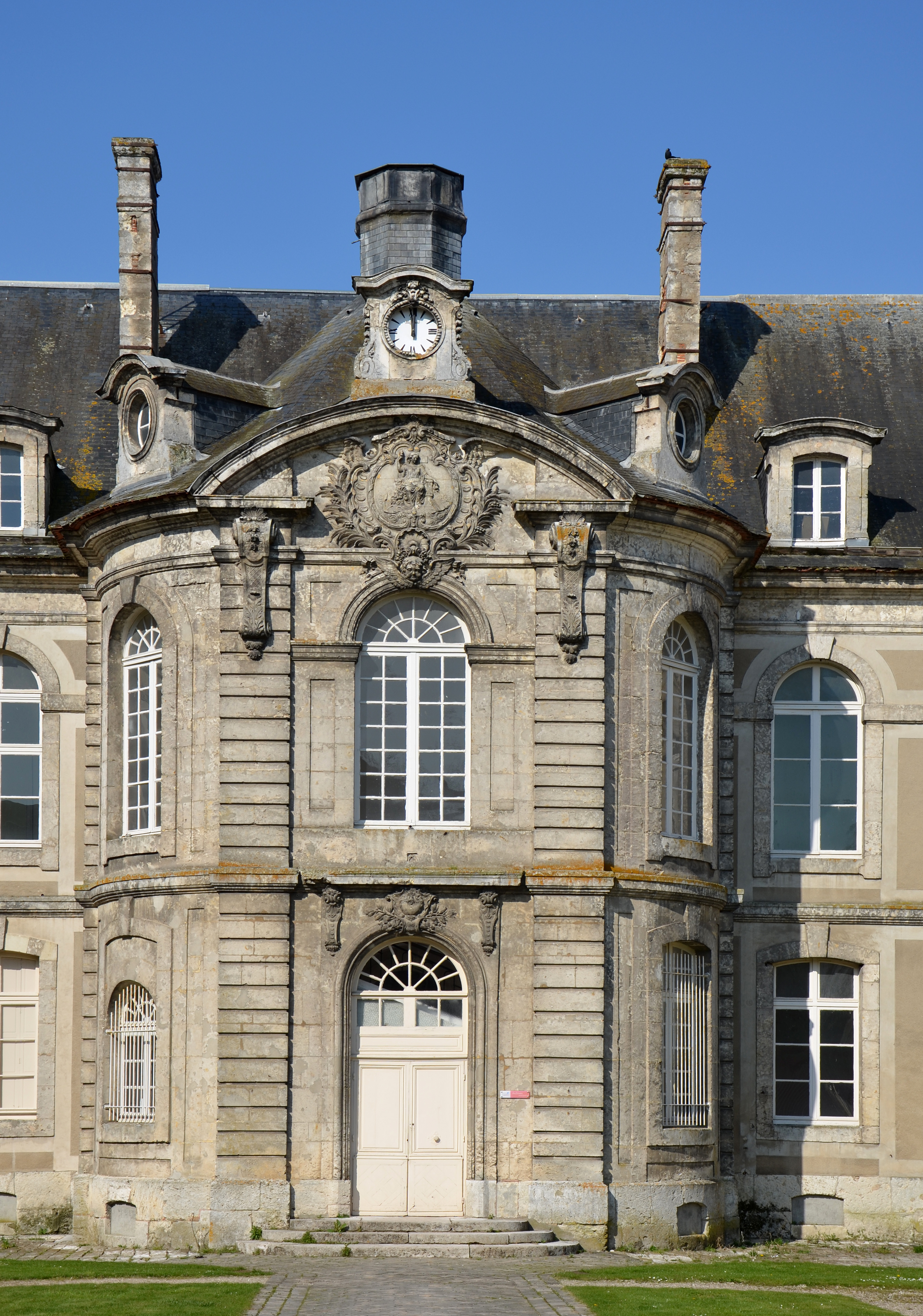
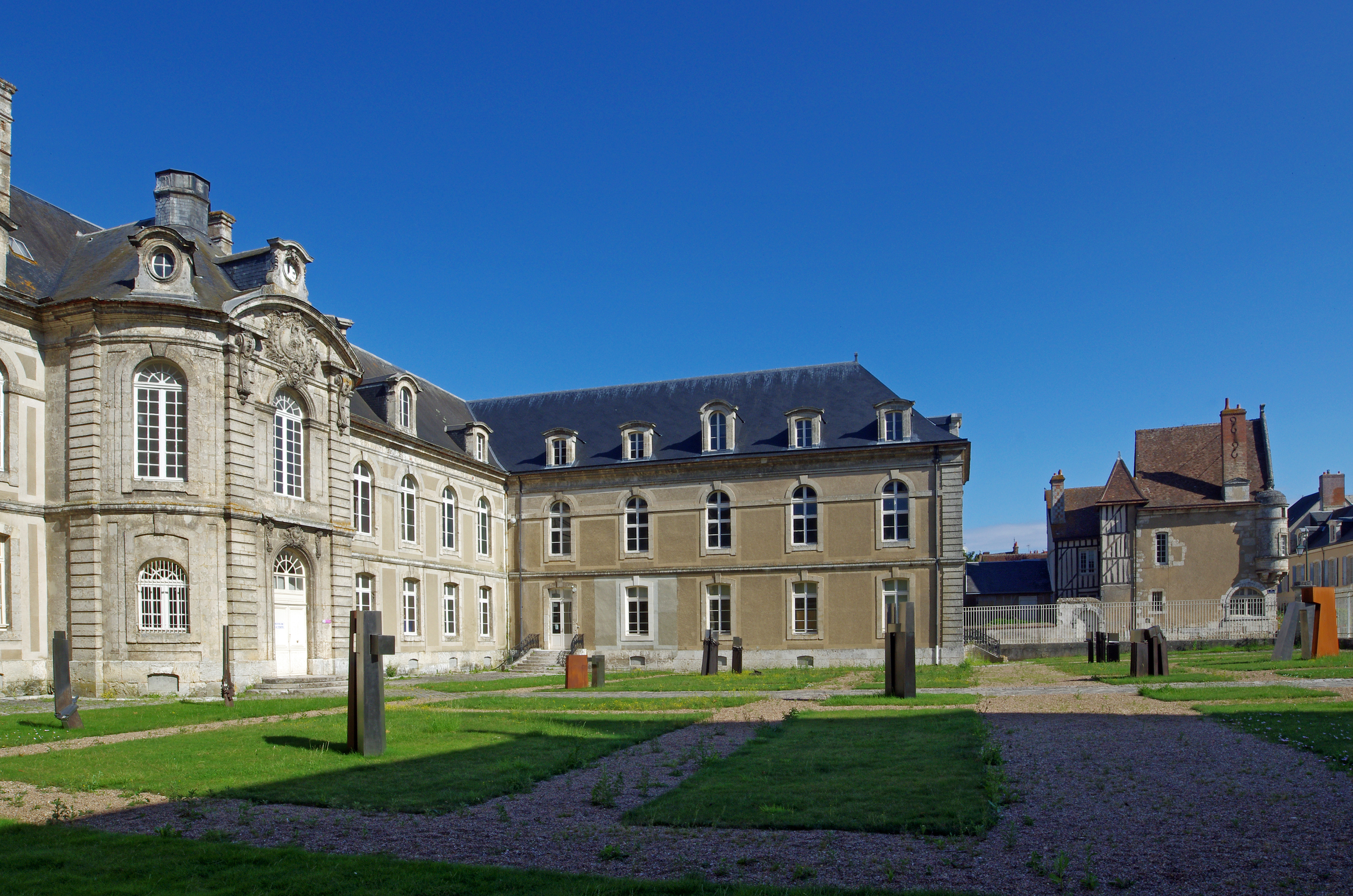
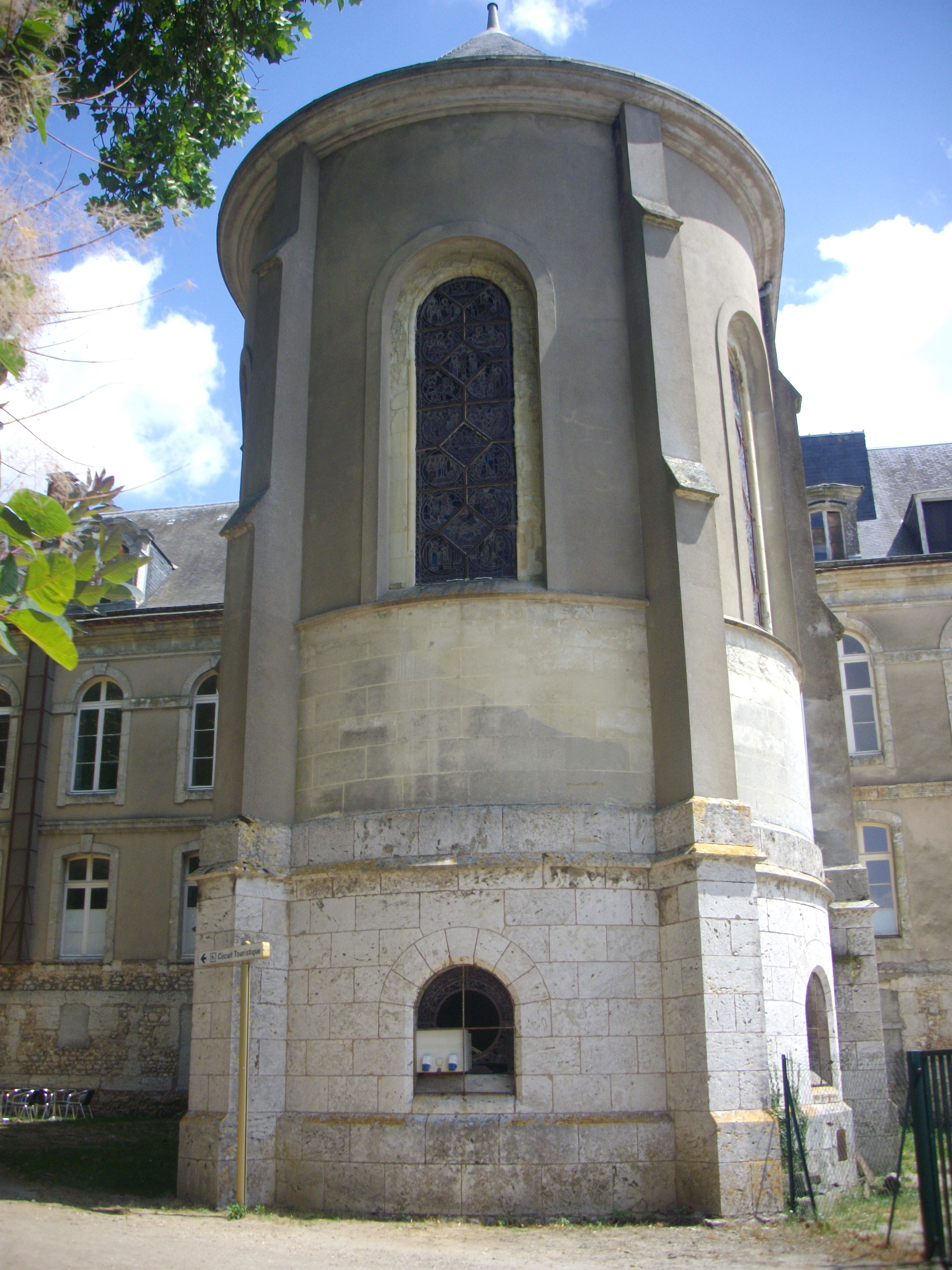